# Онела
Онела (480—535; др.-англ. Onela) — полулегендарный король свеев из династии Скильвингов (Инглингов), упомянутый в англосаксонском эпосе «Беовульф», сын Онгентеова. При жизни отца вместе с братом Охтхере командовал в войнах с гётами (гаутами), которые велись с переменным успехом. После гибели Онгентеова, по-видимому, королём стал Охтхере (510). В 532 году Онела захватил власть (возможно, после смерти брата), сыновья Охтхере, Эанмунд и Эадгильс, бежали к гётам, и Онела пошёл на них войной. Он одержал победу, убив при этом Эанмунда и короля гётов Хардреда, но Эадгильс позже взял реванш. Онела погиб в схватке.
В поэме «Беовульф» упоминается муж дочери Хальфдана, короля данов: в оригинале сохранились только три последние буквы имени, ela, и учёные полагают, что речь идёт об Онеле. Если это отождествление верно, междоусобная война между королём и племянниками могла начаться из-за того, что Онела стал вождём продатской придворной группировки.
В «Саге об Инглингах», входящей в состав «Круга Земного», упоминается конунг Уппланда Али, побеждённый конунгом Уппсалы Адильсом на льду озера Венир и погибший в этой битве.